# Weapons of Mass Destruction (Xzibit)
Weapons of Mass Destruction è il quinto album in studio del rapper statunitense Xzibit, pubblicato nel 2004.

## Tracce
1. State of the Union – 1:30
2. L.A.X. – 3:44
3. Cold World (feat. Jelly Roll) – 3:52
4. Saturday Night Live (feat. Jelly Roll, Krondon & Truth Hurts) – 4:19
5. Muthafucka – 2:56
6. Beware of Us (feat. Strong Arm Steady) – 4:10
7. Judgement Day – 3:23
8. Criminal Set (feat. Krondon) – 3:17
9. Hey Now (Mean Muggin) (feat. Keri Hilson) – 4:21
10. Ride or Die (feat. Mitchy Slick & Tone) – 4:00
11. Crazy Ho (featuring Strong Arm Steady, Suga Free & Butch Cassidy) – 4:25
12. Big Barking (skit) – 0:53
13. Tough Guy (feat. Busta Rhymes) – 4:25
14. Scent of a Woman – 4:20
15. Klack (feat. Mitchy Slick & Krondon) – 5:14
16. Back 2 the Way It Was – 3:58